# HD 69830
HD 69830是一顆位於船尾座，距離大約41光年的橘色恆星。在2005年，史匹哲太空望遠鏡發現一圈小行星帶環繞著這顆恆星。這個小行星帶比太陽系的小行星帶大了許多，並且更為活躍。而在2006年，確認有三顆海王星質量的系外行星環繞著這顆恆星，並且它們的活動像小行星帶的牧者一樣。   

## 距離和可見性
HD 69830是一顆光譜類型為K0V的橙色恆星，質量大約是太陽的86%，半徑是89%，亮度大約是45%。鐵的含量大約在太陽的89至93%之間，目前的年齡估計大約是70億歲。HD 69830與太陽的距離大約是41光年，位於船帆座的東北部份。可以在天狼星的東方、南河三的西南方、大犬座δ的西北方、和船尾座ζ的北方找到它。

## 行星系統
| 成員 (依恆星距離) | 质量           | 半長軸 (AU)    | 轨道周期 (天)  | 離心率         | 傾角 | 半径 |
| ----------------- | -------------- | -------------- | -------------- | -------------- | ---- | ---- |
| b                 | ≥0.033 MJ      | 0.0785         | 8.667 ± 0.003  | 0.1 ± 0.04     | —    | —    |
| c                 | ≥0.038 MJ      | 0.186          | 31.56 ± 0.04   | 0.13 ± 0.06    | —    | —    |
| d                 | ≥0.058 MJ      | 0.63           | 197 ± 3        | 0.07 ± 0.07    | —    | —    |
| 岩屑盤            | 0.93 — 1.16 AU | 0.93 — 1.16 AU | 0.93 — 1.16 AU | 0.93 — 1.16 AU | —    | —    |

### 小行星帶

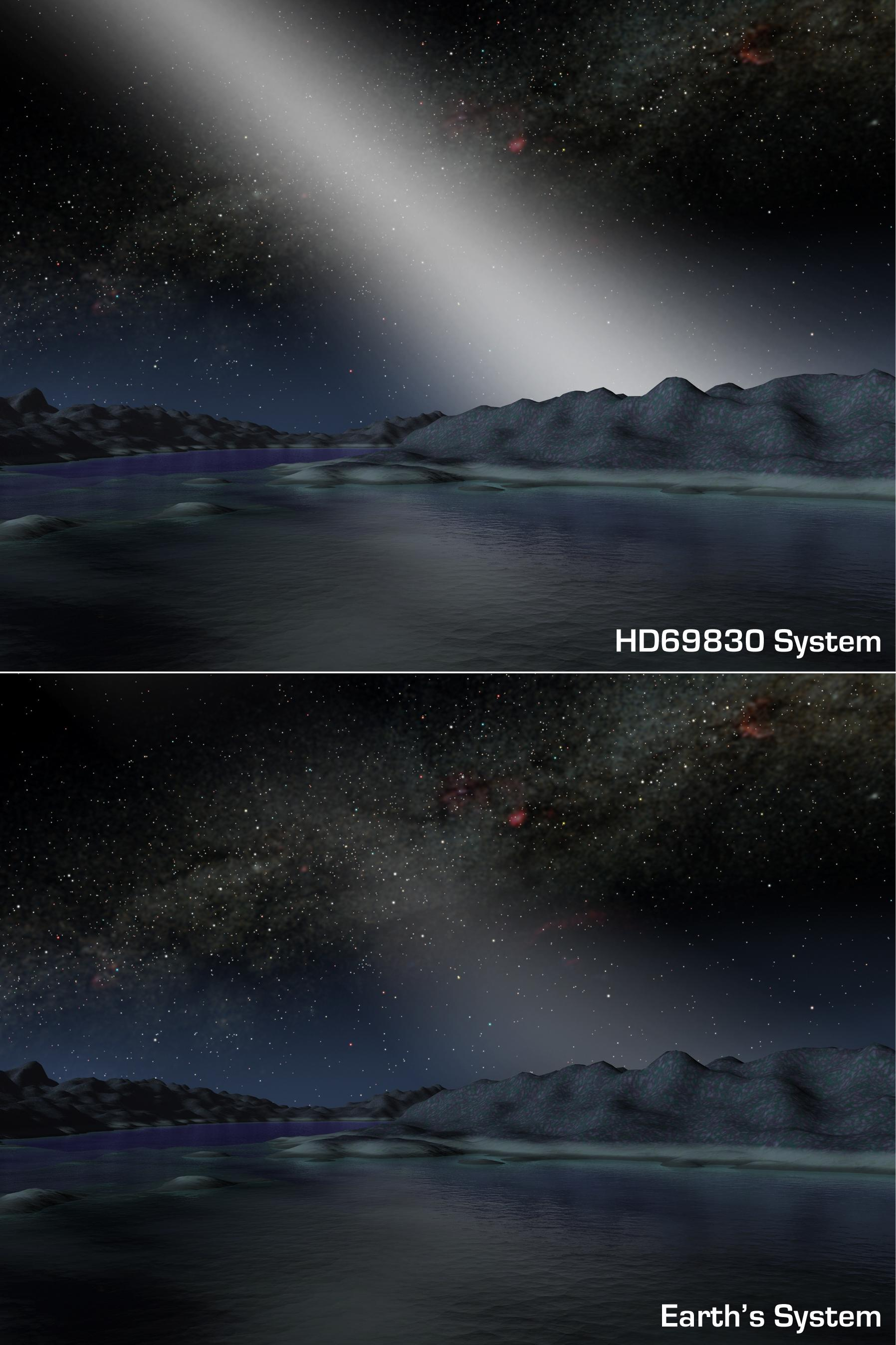
地球的夜空和HD 69830夜空的比較。.

在2005年，史匹哲太空望遠鏡檢測到HD 69830的系統中存在著由大量塵埃物質構成的小行星帶，質量比太陽系的大了20倍。這個小行星帶的軌道起初被認為是在相當於太陽系金星所在的位置，位於第二顆和第三顆行星之間。這個帶狀是如此的巨大，因此附近行星的夜晚將會被比地球的黃道光亮1000倍的光輝照亮，並且輕易的掩蓋過銀河。
進一步的分析這個帶的光譜顯示它由高度加工作的物質組成，類似於分裂成直徑約30公里的P型或D型小行星，還包含許多不能存在於如此近距離的小冰粒。換言之，它似乎應該在更外面的位置，大約是地球軌道，距離這顆恆星一天文單位的更外層。這個區域是與HD 69830d有著2:1和5:2軌道共振的區域內。 

### 行星

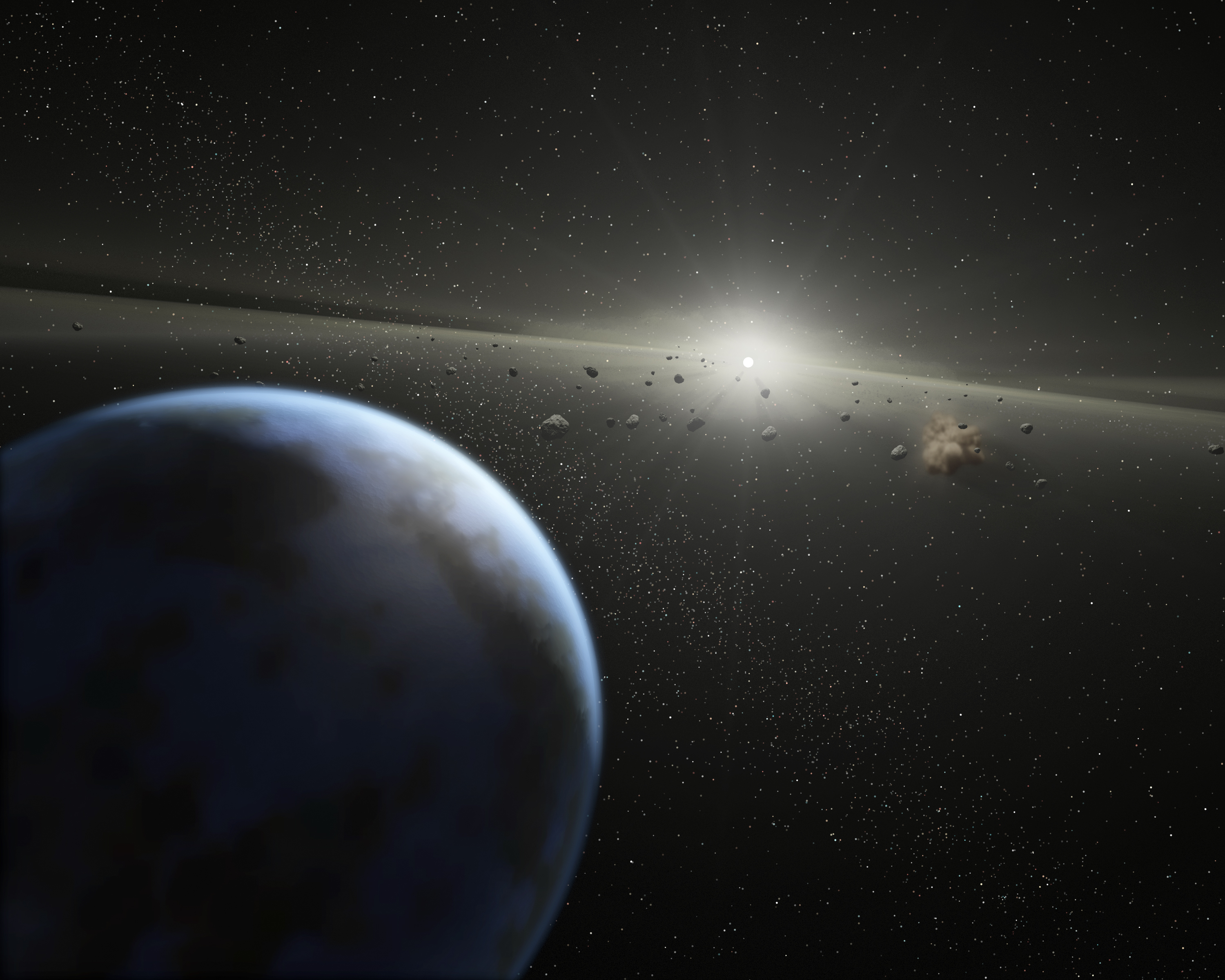
從2005年的藝術家想像的小行星帶和假設在外側的行星。

在2006年5月17日，一組天文學家使用位於智利阿塔卡马沙漠的歐洲南方天文台(ESO)安裝在3.6公尺拉西亚望遠鏡上的HARPS光譜儀，宣稱發現三顆環繞這顆恆星的系外行星。它們的質量都在地球的10至18倍之間，這三顆行星都被假設與海王星或天王星類似。截至2005年，在距離HD 69830三個天文單位的距離內沒有發現質量超過木星一半的行星。
被發現的行星中位於最外側的似乎在這顆恆星的適居帶範圍內，液態水將能保持穩定(需要更精確的資料才能正確的知道適居帶的區域在何處)。HD 69830是第一顆系外行星系統中沒有任何質量相當於木星或土星環繞的類太陽恆星。

## 與大眾文化的關係
在最後一戰3的限量版中包含的Bestiarum中，描述HD 69830 d是Jackals所來自的星球，具體說明它們是來自小行星帶內部邊緣第三顆行星的一顆假設的衛星。

## 外部連結
- Clavin, Whitney. . NASA. Spitzer Space Telescope. 2005-04-20  [2008-06-13]. （原始内容存档于2008-05-11）.
- . Extrasolar Visions.   [2008-06-13]. （原始内容存档于2010-10-06）.
- . Extrasolar Visions.   [2008-06-13]. （原始内容存档于2007-09-30）.
- . SolStation.   [2008-06-13]. （原始内容存档于2009-02-17）.
- . The Extrasolar Planets Encyclopaedia.   [2008-06-13]. （原始内容存档于2012-05-31）.
- Than, Ker. . SPACE.com. 2006-05-17  [2008-06-13]. （原始内容存档于2009-06-05）.
- . SpaceDaily. 2006-05-18  [2008-06-13]. （原始内容存档于2009-06-10）.
- Extrasolar Planet Interactions（页面存档备份，存于） by Rory Barnes & Richard Greenberg, Lunar and Planetary Lab, University of Arizona